# Pussy
Pussy (pronunciat [pysi] en francès) és un petit poble a la comuna de La Léchère, al departament de Savoia de França. És al vessant oriental del Mont Bellachat, a 9 km al nord-oest de Moûtiers. El nom deriva del nom personal llatí Pussius, que es refereix al propietari del lloc en l'època romana. La frontera del poble cobreix 18 km². L'església local, dedicada a Sant Joan Baptista, va ser reconstruïda el 1669. El 1561 la població es va registrar com a 1455 persones, 548 el 1776 i 276 el 1979. El xicotet i diversos altres petits nuclis es van concentrar a la comuna de La Léchère per a fins administratius el 1972.